# Eloy Almazán
Eloy Almazán Sierra (Granada, España; 11 de enero de 1984) es un baloncestista español. Juega de alero y su actual equipo es el Fundación Club Baloncesto Granada y juega en la Liga Española de Baloncesto Oro en España. Es hermano del también baloncestista, Pablo Almazán.

## Trayectoria
Eloy comenzó en el mundo de la canasta en su ciudad natal enrolado en las filas del CB Granada y del Maristas. El jugador decidió entonces poner rumbo a Málaga y seguir su formación en la prolífica cantera de Unicaja Málaga. Tras disputar tres temporadas con el conjunto costasoleño en la liga EBA, a mediados de la temporada 2004/05 puso rumbo al Alcudia-Aracena de LEB-2 con el que disputó 5 partidos, con una media de 3.6 puntos, y logrando el ascenso a la LEB. Un años más tarde en la 2005/06 volvería a EBA de la mano del Temaser Montilla, proclamándose campeón del Grupo D y con unas estadísticas de 17 puntos, 4,7 rebotes, con unos porcentajes de 57% en tiros de dos puntos, 41% en triples y 77% en tiros libres en 30.8 minutos. Esta gran temporada le serviría para fichar por el Caja Rioja de la LEB 2 tras el cual recaló en el Musa Córdoba con el que ascendería a LEB Plata. En el año en LEB Plata con el conjunto cordobés promedió 10.3 puntos y 3.7 rebotes.
Durante dos temporadas, Almazán formó parte del Fundación Adepal Alcázar con el que logró en la 2009/10 el ascenso y disputó en la 2010/11 la Adecco Oro antes de recalar en el Melilla donde jugaría durante las siguientes seis temporadas y convirtiéndose una pieza fundamental para los entrenadores que han pasado por el banquillo melillense disputando un total de 196 encuentros y convirtiéndose en uno de los jugadores que más veces se ha enfundado la camiseta del Club Melilla Baloncesto.
En el verano de 2017 ficha por el Fundación Club Baloncesto Granada, regresando así a su ciudad natal, con el que se proclama campeón de la liga LEB Plata, consiguiendo así el ascenso a la liga LEB Oro, siendo además uno de los pilares de su equipo.
El 14 de mayo de 2019 anuncia su retirada como jugador profesional a final de la presente temporada

## Equipos
- Categorías inferiores del Unicaja de Málaga
- Club Baloncesto Montilla (2005-2006)
- CB Clavijo (2006-2007)
- Club Baloncesto Ciudad de Córdoba (2007-2009)
- Fundación Adepal Alcázar (2009-2011)
- Club Melilla Baloncesto (2011-2017)
- Fundación Club Baloncesto Granada (2017-2019)